# نیتس
نیتس (به آلمانی: Nitz) یک شهر در آلمان است که در فولکانایفل واقع شده‌است. نیتس ۴۹ نفر جمعیت دارد.